# L'errore (Loredana Errore)
L'errore è il primo album della cantante italiana Loredana Errore, pubblicato l'8 marzo 2011 dalla casa discografica Sony.

## Il disco
Il disco, composto da dieci tracce prodotte e arrangiate da Biagio Antonacci, già autore di due suoi precedenti singoli (Ragazza occhi cielo e L'ho visto prima io), è anticipato il 21 gennaio 2011 dal singolo Il muro.
Il secondo singolo estratto dall'album, Cattiva, in duetto con Loredana Bertè, è stato presentato in anteprima assoluta il 26 febbraio, ed è entrato in rotazione radiofonica dal 18 marzo 2011. Nell'album sono presenti anche: un brano firmato da Antonacci con La Pina, cantautrice e speaker di Radio Deejay, intitolato Voglio solo te, e due brani firmati dalla stessa Loredana Errore, con la collaborazione di Biagio Antonacci: Fotto la poesia e Kongo.
Dopo 5 anni riesce a ritornare in top 10 iTunes alla posizione numero 9.
Il 2 settembre viene pubblicato il terzo singolo estratto dall'album, Che bel sogno che ho fatto.

## Tracce
CD, Download digitale
1. Che bel sogno che ho fatto (Biagio Antonacci) - 4:26
2. Il muro (Biagio Antonacci, Mila Normanni) - 4:06
3. Cattiva (feat. Loredana Bertè) (Biagio Antonacci) - 3:27
4. Madre che non ci sei (Biagio Antonacci, Mila Normanni, Nicola Ciarmatori) - 3:29
5. Fotto la poesia (Biagio Antonacci, Loredana Errore) - 3:51
6. La mia piccola casa (Biagio Antonacci) - 3:54
7. Kongo (Loredana Errore, Biagio Antonacci) - 3:11
8. Voglio solo te (Biagio Antonacci, Orsola Branzi, Emiliano Pepe) - 3:55
9. Sincera (Biagio Antonacci) - 3:03
10. Poi te ne parlerò (Biagio Antonacci) - 4:43

## Formazione
- Loredana Errore - voce
- Davide Tagliapietra - chitarra acustica, chitarra elettrica, basso, programmazione
- Christian "Noochie" Rigano - pianoforte, organo Hammond, Fender Rhodes, synth

## Tour
Dal 17 giugno 2011 al 26 settembre 2011 si è svolto L'errore tour (estivo) nelle seguenti città: 	
1. 17 giugno Bellaria-Igea Marina (RN) - Teatro Astra (Data Zero)
2. 2 luglio Napoli - Discoteca Arenile
3. 10 luglio Padova - Pride Village
4. 15 luglio Seccagrande (AG) - Estate Riberese 2011
5. 16 luglio Treviso - Piazza Duomo
6. 24 luglio Lecce - Piazza San Oronzo
7. 24 luglio Castellana Grotte (BA) - Largo Grotte
8. 25 luglio Monopoli (Italia) (BA) - Discoteca Sabbia D'Oro
9. 27 luglio Forlì - Piazza Saffi
10. 29 luglio Squillace (CZ) - Piazza del Castello
11. 30 luglio Livorno - Piazza della Repubblica
12. 4 agosto Cropani (CZ) - Piazza Duomo
13. 6 agosto San Vito Lo Capo (TP) - Summer Music Festival
14. 7 agosto Matera - Piazza Vittorio Veneto
15. 10 agosto Frazzanò (ME) - Piazza Regina Adelasia
16. 11 agosto Mancaversa (LE) - Piazza delle Rose
17. 15 agosto Bagnara Calabra (RC)
18. 16 agosto Asiago (VI)
19. 20 agosto Sapri (SA) - Lungomare Italia
20. 21 agosto Calatabiano (CT) - Piazza Calatabiano
21. 26 agosto Omegna (VB) - Piazza Salera
22. 27 agosto Gallipoli (LE) - Piazza Tellini
23. 30 agosto Alessandria della Rocca (AG)
24. 3 settembre Tempio Pausania (SS)[7] - Largo XXV Aprile
25. 13 settembre Teverola (CE) - Piazza Cavour
26. 17 settembre Capo d'Orlando (ME) - Notte Bianca
27. 23 settembre Erice (TP) - Piazza San Giovanni
28. 24 settembre Biancavilla (CT)
29. 26 settembre Trabia (PA) - Piazza Mulini

Dal 1º novembre 2011 al 18 dicembre 2011, si è svolto L'errore tour (invernale) nelle seguenti città:
1. 1º novembre Serravalle Scrivia (AL) - Centro Commerciale Serravalle (Instore)
2. 13 novembre Montebello della Battaglia (PV) - Centro Commerciale Montebello (Instore)
3. 3 dicembre Gioia del Colle (BA) - Discoteca Heineken Makumba
4. 17 dicembre Firenze - Discoteca Fullup
5. 18 dicembre Capranica Provincia di Viterbo

## Classifiche
| Classifica (2011) | Posizione massima |
| ----------------- | ----------------- |
| Italia            | 11                |

A fine anno il disco è risultato essere il 161º più acquistato del 2011.